# Lijst van afleveringen van SpongeBob SquarePants (seizoen 11)
Dit is een Lijst van afleveringen van seizoen 11 van SpongeBob SquarePants. Dit seizoen telt 26 afleveringen. De eerste aflevering van dit seizoen werd op 24 juni 2017 in de Verenigde Staten uitgezonden.
| Aflevering (seizoen) | Aflevering (serie) | Titel | Eerste uitzenddatum                 | Eerste uitzenddatum                 | Beschrijving |
| -------------------- | ------------------ | --- | ----------------------------------- | ----------------------------------- | --- |
| 1                    | 216                | Cave Dwelling Sponge (Grotten spons) The Clam Whisperer (De schelpenfluisteraar)                                                                 | 23 september 2017                   | 27 september 2017 28 september 2017 | SpongeBob blijkt een dubbelganger te hebben. // SpongeBob sluit vriendschap met een school wilde schelpen. |
| 2                    | 217                | Spot Returns (Spot keert terug) The Check-Up (De controle)                                                                                       | 24 juni 2017                        | 29 september 2017                   | Spot, het hondje van Plankton, krijgt puppy's en dat brengt Plankton op een nieuw idee om de geheime burger-formule te stelen. // Het is tijd voor de jaarlijkse medische controle.                                                              |
| 3                    | 218                | Spin the Bottle (Draai de fles rond) There's a Sponge in My Soup (Er zit een spons in mijn soep)                                                 | 16 juli 2017 7 november 2017        |                                     | Plankton vermomt zichzelf als geest in een fles en probeert zo de geheime formule in handen te krijgen. // Een groep hippies neemt intrek in een pan soep in de Krokante Krab.                                                                   |
| 4                    | 219                | Man Ray Returns (Rog Man keert terug) Larry the Floor Manager (Leendert de manager)                                                              | 30 september 2017                   |                                     | Octo gaat op vakantie en verhuurt zijn huis aan Rog Man. // Meneer Krabs gaat op vakantie en stelt Leendert aan als manager van de Krokante Krab. - Voor deze aflevering heette Rogman, Straalman in de Nederlandse dub.                         |
| 5                    | 220                | The Legend of Boo-Kini Bottom (De legende van Boe-kini Broek)                                                                                    | 13 oktober 2017                     |                                     | Het is Halloween Bikini Broek en De Vliegende Hollander zorgt ervoor dat iedereen bang is, zelfs Spongebob! |
| 6                    | 221                | No Pictures Please (Geen foto's alstublieft) Stuck on the Roof (Vast op het dak)                                                                 | 6 november 2017                     |                                     | Patrick werpt zich op als reisleider. // SpongeBob klimt op het dak om een krabburger uit de schoorsteen te halen, en durft vervolgens niet meer naar beneden.                                                                                   |
| 7                    | 222                | Krabby Patty Creature Feature (Monsterlijke Krabburgers) Teacher's Pests (Klieren van de klas)                                                   | 21 oktober 2017                     |                                     | Sandy heeft een nieuwe krabburger ontwikkeld, maar dat heeft monsterlijke gevolgen. // Meneer Krabs en Plankton moeten na een aanrijding terug naar de vaarschool en belanden in dezelfde klas als SpongeBob.                                    |
| 8                    | 223                | Sanitation Insanity (Sanitaire waanzin) Bunny Hunt (Konijnenjacht)                                                                               | 7 mei 2018 30 maart 2018            | 13 augustus 2018 april 2018         | SpongeBob en Octo houden grote schoonmaak in Bikinibroek. // Octo heeft een lastig zeekonijn in de tuin. |
| 9                    | 224                | Squid Noir (Inktvis Noir) Scavenger Pants (Aaseterpants)                                                                                         | 10 november 2017 9 november 2017    |                                     | Als de klarinet van Octo wordt gestolen, gaat hij als een ware Sherlock Holmes op onderzoek uit. // Octo stuurt SpongeBob en Patrick op een onmogelijke speurtocht.                                                                              |
| 10                   | 225                | Cuddle E. Hugs (Knuffe L. Knuf) Pat the Horse (Pat het paard)                                                                                    | 8 november 2017 2 december 2017     |                                     | SpongeBob eet een bedorven Krabburger en ziet als enige een reuzenhamster. // Patrick wil graag paard worden. |
| 11                   | 226                | Chatterbox Gary (Gerrit praatgraag) Don't Feed the Clowns (De clowns niet voederen)                                                              | 12 februari 2018                    |                                     | SpongeBob koopt een vertalingshalsband waardoor hij Gerrit kan verstaan. // SpongeBob probeert een kleine clown uit het circus aan een nieuwe baan te helpen.                                                                                    |
| 12                   | 227                | Drive Happy (Blij dat ik vaar) Old Man Patrick (Oude Patrick)                                                                                    | 13 februari 2018 14 februari 2018   | 14 augustus 2018 15 augustus 2018   | SpongeBob koopt een eigenzinnige boot die hij niet hoeft te besturen. // Patrick belandt in een rusthuis en gaat helemaal op in zijn nieuwe leven als oude man.                                                                                  |
| 13                   | 228                | Fun-Sized Friends (Dikke-lol vrienden) - Laatste aflevering van Just Meijer als de stem van Patrick. Grandmum's the Word (Ik zeg oma)            | 15 februari 2018 16 februari 2018   | 16 augustus 2018 17 augustus 2018   | SpongeBob en Patrick creëren 'n mini versie van elkaar zodat ze nooit alleen hoeven te zijn. // De oma van Plankton komt op bezoek om te zien of ze op haar negentigste verjaardag eigenaar van de Krokante Krab is geworden.                    |
| 14                   | 229                | Doodle Dimension (Krabbel-dimensie) - Eerste aflevering van Huub Dikstaal als de stem van Patrick. Moving Bubble Bass (Bubbelbas gaat verhuizen) | 9 maart 2018 16 maart 2018          | 20 augustus 2018 21 augustus 2018   | |
| 15                   | 230                | High Sea Diving (Hoogzeeduiken) Bottle Burglars (Flessendieven)                                                                                  | 6 april 2018 13 april 2018          | 22 augustus 2018 23 augustus 2018   | SpongeBob probeert als eerste spons naar het oceaanoppervlak te duiken. // SpongeBob en Octo proberen de Geheime Krabburger Formule terug te stelen van Plankton.                                                                                |
| 16                   | 231                | My Leg! (Mijn been!) Ink Lemonade (Inkt limonade)                                                                                                | 8 mei 2018 9 mei 2018               | 24 augustus 2018 27 augustus 2018   | Fred heeft voortdurend pech met zijn been. // Patrick heeft een limonade-verkoopstand. |
| 17                   | 232                | Mustard O' Mine (Me mosterd) Shopping List (Het boodschappenlijstje)                                                                             | 10 mei 2018 24 september 2018       | 28 augustus 2018 29 augustus 2018   | De mosterd is op, en Meneer Krabs stuurt SpongeBob, Octo, en Patrick de mosterdmijnen in. // Meneer Krabs stuurt SpongeBob op pad voor de geheime ingrediënten voor de Krabburgers.                                                              |
| 18                   | 233                | Whale Watching (Walvis spotten) Krusty Kleaners (Krokante schoonmaak)                                                                            | 6 augustus 2018 7 augustus 2018     | 30 augustus 2018                    | Octo moet op Parel passen, maar zij slaagt erin te ontsnappen. // SpongeBob en Patrick maken een kantoor schoon. - Dylan wordt vertolkt door Jimmy Lange.                                                                                        |
| 19                   | 234                | Patnocchio (Patnokkio) ChefBob (Chef Bob) | 8 augustus 2018 9 augustus 2018     | 31 augustus 2018                    | Plankton doet zich voor als Patricks geweten en probeert zo een Krabburger te pakken te krijgen. // SpongeBob creëert een handpop, Chef Bob, die een eigen leven gaat leiden.                                                                    |
| 20                   | 235                | Plankton Paranoia (Plankton waanzin) Library Cards (Bibliotheek kaarten)                                                                         | 26 september 2018 25 september 2018 | 22 oktober 2018 23 oktober 2018     | Meneer Krabs is ervan overtuigd dat Plankton vandaag de geheime Krabburger formule gaat stelen, en hij doet er alles aan om dat te voorkomen. // SpongeBob laat Patrick kennis maken met zijn bibliotheek en wat blijkt? Patrick is geobsedeerd. |
| 21                   | 236                | Call the Cops (Bel de politie) Surf N' Turf (Surf en turf)                                                                                       | 27 september 2018 11 november 2018  | 24 oktober 2018 25 oktober 2018     | De Geheime Formule komt als bewijsmateriaal in handen van de politie. Meneer Krabs en SpongeBob gaan er als politieagenten op af. // Sandy doet mee aan een schip-in-een-fles wedstrijd, maar als haar pogingen blijven mislukken.               |
| 22                   | 237                | Goons on the Moon (Goons op de maan) | 25 november 2018                    | 24 december 2018                    | SpongeBob, Parel en Octina zijn wetenschapsscouts en gaan samen met Sandy naar de maan. |
| 23                   | 238                | Appointment TV (Bestemming TV) Karen's Virus (Karen heeft een virus)                                                                             | 28 oktober 2018 4 november 2018     | 26 oktober 2018 27 oktober 2018     | Spongebob wil een verloren gewaande aflevering van Meerminman kijken, maar wordt opgehouden door zijn vrienden? // Spongebob wordt door Plankton in Karen gestuurd om een virus te vernietigen dat haar van binnenuit opeet.                     |
| 24                   | 239                | The Grill is Gone (De grill is weg) The Night Patty (De nachtburger)                                                                             | 21 oktober 2018                     | 23 januari 2019 24 januari 2019     | SpongeBob sluit zich an bij de nachtploeg van de Krokante Krab. // De grill is weg - Na een heftige schoonmaak van de Krokante Krab blijkt het fornuis verdwenen te zijn.                                                                        |
| 25                   | 240                | Bubbletown (Bubbelstad) Girls' Night Out (Meidenavondje)                                                                                         | 28 oktober 2018 4 november 2018     | 25 januari 2019 28 januari 2019     | Spongebob gaat op stap naar Bubbelstad, maar wanneer hij uitglijdt doet hij meer schade dan hem lief is. // Sandy, Karen en mevrouw Puff houden een meidenavondje, en hoe kun je dat beter doen dan door de mannen een loer te draaien?          |
| 26                   | 241                | Squirrel Jelly (Een kwal van een eekhoorn) The String (Het draadje)                                                                              | 18 november 2018                    | 29 januari 2019 30 januari 2019     | Wanneer Sandy met Patrick en Spongebob gaat kwallenvissen vindt ze het maar saai. Ze probeert wat leven in de brouwerij te krijgen. // Spongebob ziet dat er een daadje van Octo's shirt loszit, hij begint de zaak te ontrafelen.               |